# جايسون تايلور
جايسون تايلور (بالإنجليزية: Jason Taylor)‏ (من مواليد 1 سبتمبر 1974 ) ولد في بيتسبرغ، هو لاعب دفاعي سابق في كرة القدم الأمريكية ولاعب ظهير خارجي قضى معظم حياته المهنية مع فريق ميامي دولفين في الدوري الوطني لكرة القدم (NFL). على مدار مسيرته المهنية التي استمرت 15 عامًا ، لعب تايلور مع فريق Dolphins في ثلاث مناسبات (1997-2007 و 2009 و 2011) ، كما لعب موسمًا لكل من فريق Washington Redskins (2008) ونيويورك جيتس (2010). يحتل تايلور المرتبة الرابعة بين أكثر الأخطاء إجبارًا على الإطلاق مع 46 مرة. يحتل المركز السابع في قائمة الأكياس المهنية على الإطلاق برصيد 139.5 كيسًا وهو القائد طوال الوقت في ملامسة الهبوط المتخبط بستة مرات، وعادت الاعتراضات للهبوط من قبل رجل خط دفاعي بثلاثة، في حين أن 246 ياردة متقطعة هي الرابعة- أعلى مجموع في تاريخ اتحاد كرة القدم الأميركي. مع تسعة نقاط هبوط في مسيرته ، فهو أيضًا القائد طوال الوقت في هذه الفئة بالنسبة لخط الدفاع. أعلن اعتزاله رسميًا في 28 ديسمبر 2011.
```
كان تايلور كاتبًا مدته أربع سنوات ومبتدئًا لمدة ثلاث سنوات في Akron Zips من 
جامعة أكرون
 قبل أن تتم صياغته في الجولة الثالثة ، الاختيار الثالث عشر (73 إجماليًا) ، في مسودة NFL لعام 1997 من ميامي.
 
```

تم اختيار تايلور لمدة ست مرات لفريق Pro Bowl وفريق All-Pro أول أو ثاني أربع مرات ، وحصل على لقب NFL Defensive Player of the Year في عام 2006 ، وحصل على لقب NFL Walter Payton Man of the Year في عام 2007 ، وتم اختياره في فريق كل العقد NFL 2000s. تم تجنيده في قاعة مشاهير كرة القدم المحترفين في عام 2017 ، وهو أول عام له من الأهلية.

## التعليم
تعلم في Woodland Hills Junior / Senior High School ‏.تلقى تعليمه في المنزل من الصفوف من العاشر إلى الثاني عشر.

## سيرته
في 28 ديسمبر 2011 ، أعلن تايلور أنه سيتقاعد في نهاية موسم 2011. لعب مباراته الأخيرة في 1 يناير 2012 ، في فوز 19-17 ضد فريقه السابق نيويورك جيتس. في اللعبة كاد تايلوريرتبك قبل أن يتم إلغاء النتيجة. بعد انتهاء المباراة، تم نقل تايلور بشكل احتفالي من قبل زملائه في الفريق. تقاعد جيسون في المركز السادس في قائمة NFL طوال الوقت مع 139.5 كيسًا ، جنبًا إلى جنب مع 47 تخبطًا قسريًا مهنيًا، و 29 عملية استرداد متعثرة مع سجل NFL ستة عائد لـ TDs ، وثمانية اعتراضات مهنية مع ثلاثة عودة لـ TDs. من خلال تسع مباريات دفاعية في مسيرته المهنية ، أصبح قائد NFL طوال الوقت في تلك الفئة بالنسبة لرجال الدفاع.
ظهر تايلور كمحلل ضيف لـ NFL Live في 6 يونيو 2011. في 6 يونيو 2012، أُعلن أنه سينضم إلى ESPN كمحلل للمساهمة في NFL Live و SportsCenter و NFL32 و Sunday and Monday NFL Countdown. تايلور عضو في مجلس إدارة مؤسسة NFL. [15]
في 14 أكتوبر 2012، أصبح تايلور مع زميله في الفريق زاك توماس معًا العضوين 23 و 24 اللذين يتم إدخالهما في Miami Dolphins Honor Roll.
في 4 فبراير 2017، تم انتخاب تايلور في قاعة مشاهير كرة القدم المحترفة في عامه الأول من الأهلية، ليصبح عاشر «وقت طويل» ميامي دولفين يدخل كانتون، وخامس دولفين ميامي (ينضم إلى جيم لانجر، بول وارفيلد، دون شولا ودان مارينو) للقيام بذلك عامه الأول من الأهلية.

## الجوائز
حصل تايلور على العديد من الجوائز طوال حياته المهنية بما في ذلك
جائزة NFL Defensive Player of the Year لعام 2006، وجائزتي AFC Defensive Player of the Year (2002 ، 2006)،
وجائزة Walter Payton Man of the Year لعام 2007، وهي جائزة الدوري الوحيدة التي يعترف بكل من الإنجازات الميدانية والمساهمات خارج الميدان.
تايلور هو أيضًا اختيار Pro Bowl لست مرات (2000 ، 2002 ، 2004-2007)،
ومرتين في اتحاد خريجي اتحاد كرة القدم الأميركي العام (2005 ، 2006) ، و NFL Alumni Association Pass Rusher of the Year (2000).
فاز تيلور أيضًا بجائزة «لاعب الأسبوع الدفاعي في الاتحاد الآسيوي» سبع مرات وهي خامس أكبر لاعب على الإطلاق من قبل لاعب دفاعي.[بحاجة لمصدر]

## روابط خارجية
- جايسون تايلور على موقع كلية كرة السلة في سبورتس رفرنس.كوم (الإنجليزية)
- جايسون تايلور على موقع إي إس بي إن.كوم (أن.أف.أل)3
- جايسون تايلور على موقع مرجع كرة القدم المحترفة.كوم (الإنجليزية)